# Cá
Cá là những động vật có dây sống, phần lớn là ngoại nhiệt (máu lạnh), có mang (một số loài có phổi) và sống dưới nước. Hiện người ta đã biết khoảng trên 31.900 loài cá, điều này làm cho chúng trở thành nhóm đa dạng nhất trong số các động vật có dây sống. Sự biến nhiệt cho phép thân nhiệt của chúng biến đổi theo sự thay đổi nhiệt độ của môi trường, mặc dù một số loài cá lớn có hoạt động bơi lội tích cực như cá mập trắng lớn và cá ngừ có thể duy trì một nhiệt độ cơ thể cao hơn.

## Tổng quan
Về mặt phân loại học, cá là một nhóm cận ngành mà quan hệ chính xác của nó còn gây tranh cãi khá nhiều; sự phân chia phổ biến là chia chúng thành cá không hàm (siêu lớp Agnatha với 108 loài, bao gồm các loài cá mút đá và cá mút đá myxin), cá sụn (lớp Chondrichthyes với 970 loài, bao gồm các loại cá mập và cá đuối), với lớp còn lại là cá xương (lớp Osteichthyes).
Trong tiếng Việt, nhiều loài động vật sống dưới nước khác cũng gọi là "cá", chẳng hạn cá mực hay cá voi, cá heo, cá nhà táng, cá sấu... nhưng thực ra, chúng không phải là cá thật sự. Mực thuộc phân lớp Coleoidea, lớp Chân đầu (Cephalopoda) còn các loại cá sau lại là các động vật có vú (Mammalia), riêng cá sấu là một nhóm bò sát.
Cá có kích thước rất đa dạng, từ loài cá nhám voi dài tới 16m (51ft) tới loài cá nhỏ chỉ dài 7mm (trên ¼ inch) tại Australia, mà tại đó người ta gọi là stout infantfish (danh pháp khoa học: Schindleria brevipinguis).
Một số loài cá duy trì được thân nhiệt cao hơn vài độ so với môi trường xung quanh. Tất cả các loài cá thu nhiệt (cá xương) đều thuộc về phân bộ Scombroidei và bao gồm các loại cá săn mồi, cá ngừ và một loài cá thu "nguyên thủy" (Gasterochisma melampus). Tất cả các loài cá mập trong họ Lamnidae – như cá mập mako vây ngắn, cá mập mako vây dài, cá nhám voi – cũng được biết đến như là có khả năng hấp thu nhiệt, và các chứng cứ cho thấy những đặc điểm như vậy cũng tồn tại trong họ Alopiidae (cá nhám đuôi dài). Mức độ thu nhiệt dao động từ các loại cá săn mồi chỉ làm ấm mắt và não, tới cá ngừ vây xanh và cá nhám hồi duy trì thân nhiệt tới 20 °C cao hơn so với môi trường nước xung quanh. Quá trình hấp thu nhiệt, mặc dù về mặt trao đổi chất là tốn kém, nhưng có một số ưu thế như làm tăng lực co bóp của các cơ, tốc độ xử lý cao của hệ thần kinh trung ương và tốc độ tiêu hóa cao.

## Sinh thái
Các loài cá có thể tìm thấy trong gần như toàn bộ các vùng chứa nước lớn, bao gồm cả nước mặn, nước lợ và nước ngọt, ở các độ sâu từ mức chỉ ngay dưới bề mặt tới độ sâu vài nghìn mét. Tuy nhiên, các hồ nước siêu mặn như Hồ Muối Lớn (Great Salt Lake tại Hoa Kỳ) hay Biển Chết không hỗ trợ sự sinh tồn của cá. Một vài loài cá đã được nhân giống đặc biệt để nuôi trong các bể cá cảnh và có thể sống trong môi trường trong nhà.

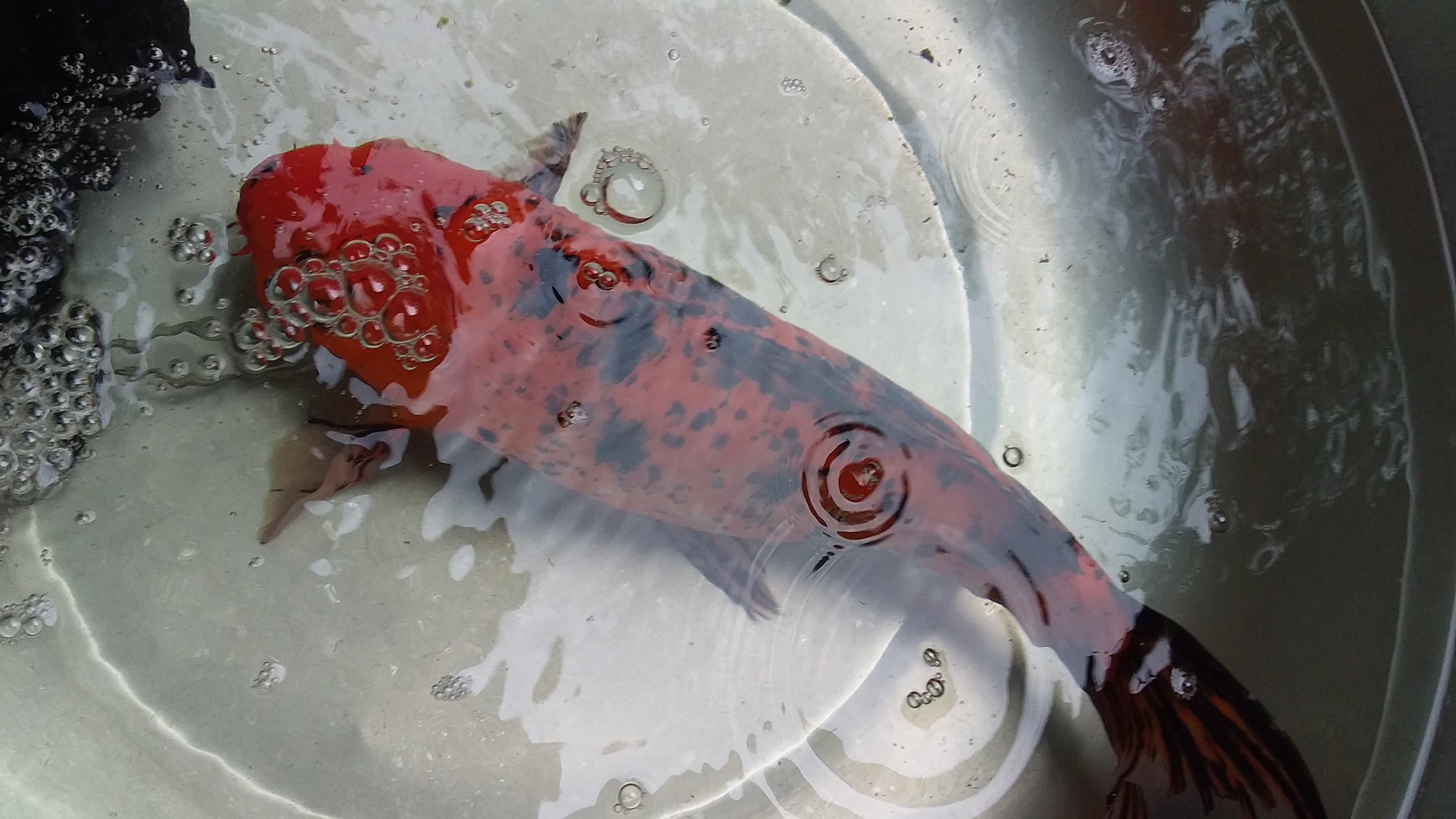
Cá chép nhật (cá nuôi)

Việc đánh bắt cá phục vụ cho các mục đích như làm thực phẩm hay giải trí, thể thao được gọi chung là nghề cá (ngư nghiệp). Sản lượng hàng năm từ tất cả các lĩnh vực nói trên ở phạm vi toàn thế giới là khoảng 100 triệu tấn. Việc đánh bắt quá mức đang là mối đe dọa đối với nhiều loài cá. Vào ngày 15 tháng 5 năm 2003, tạp chí Nature đã thông báo rằng tất cả các loài cá lớn trong các đại dương đã bị đánh bắt quá mức một cách có hệ thống và chỉ còn lại không nhiều hơn 10% mức của thập niên 1950. Trong số đó chịu ảnh hưởng nặng nề nhất là cá mập, cá tuyết Đại Tây Dương, cá ngừ vây xanh và cá mòi Thái Bình Dương. Các tác giả cũng đề xuất việc cắt giảm mạnh mẽ ngay lập tức việc đánh bắt cá và bảo tồn môi trường đại dương trên toàn thế giới.

## Thực phẩm
Cá là một nguồn thực phẩm quan trọng trong nhiều nền văn hóa. Xem thêm bài về Cá thực phẩm.

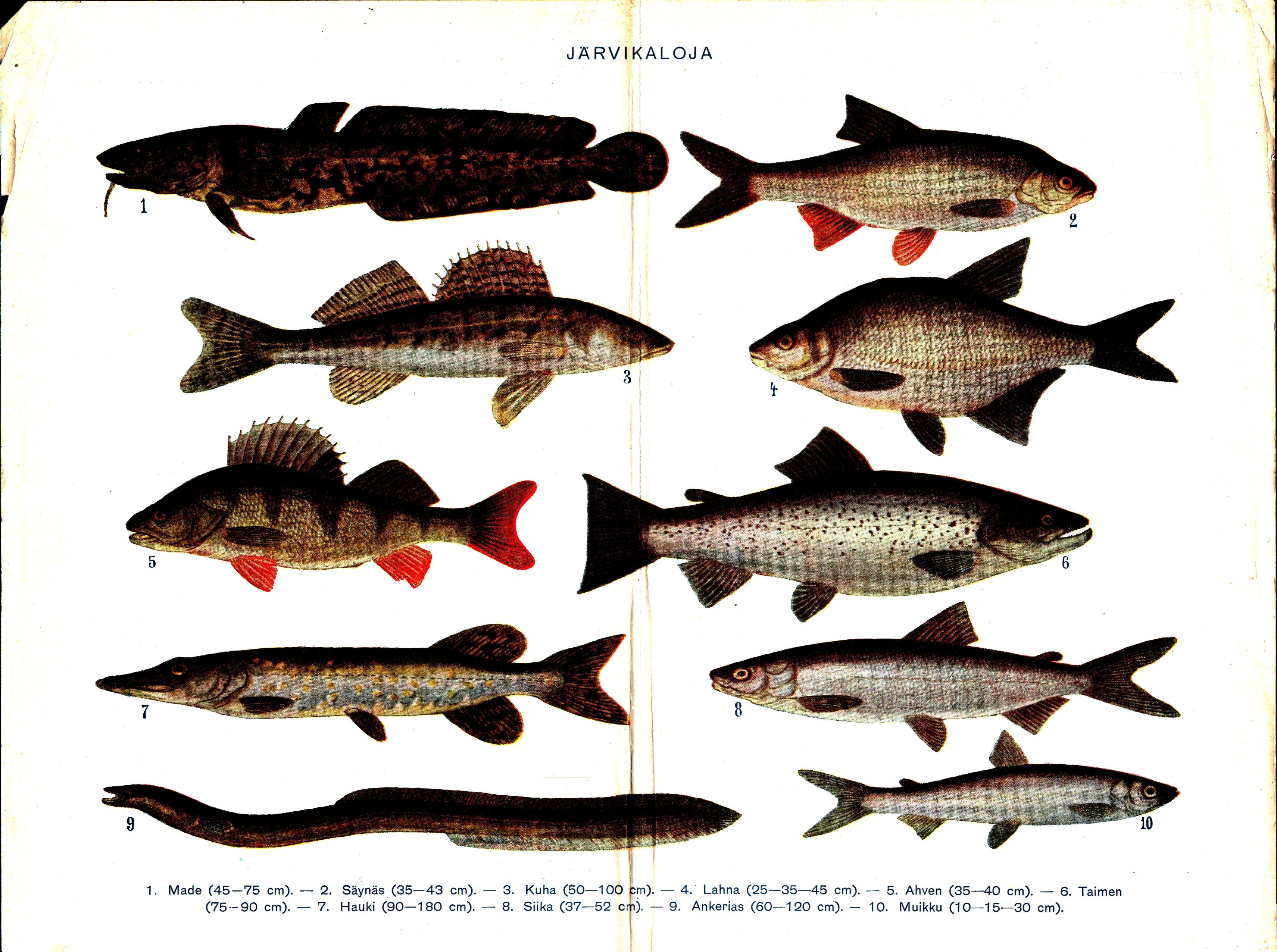
Hình ảnh một số loại cá

Hàm lượng cao protein (không đề cập đến hương vị) đã kích thích sự thèm ăn của bạn và những lợi ích của cá hồi vượt ra ngoài mong đợi. Cá hồi chứa axit béo Omega-3 giúp giảm sự cố cơ bắp do vận động, cải thiện tình trạng chăm sóc khớp và sức khỏe tim mạch.

## Phân loại
Cá là một nhóm cận ngành: có nghĩa là bất kỳ nhánh nào có chứa tất cả các loài cá thì cũng chứa cả động vật bốn chân không phải là cá. Vì thế lớp Pisces trong các tài liệu cũ hiện tại không còn được sử dụng trong các phân loại chính thức. Cá được phân loại vào trong các nhóm chính sau đây (theo Janvier, 1981, 1997, Shu và ctv., 2003):
- Lớp Myxini (cá mút đá myxin)

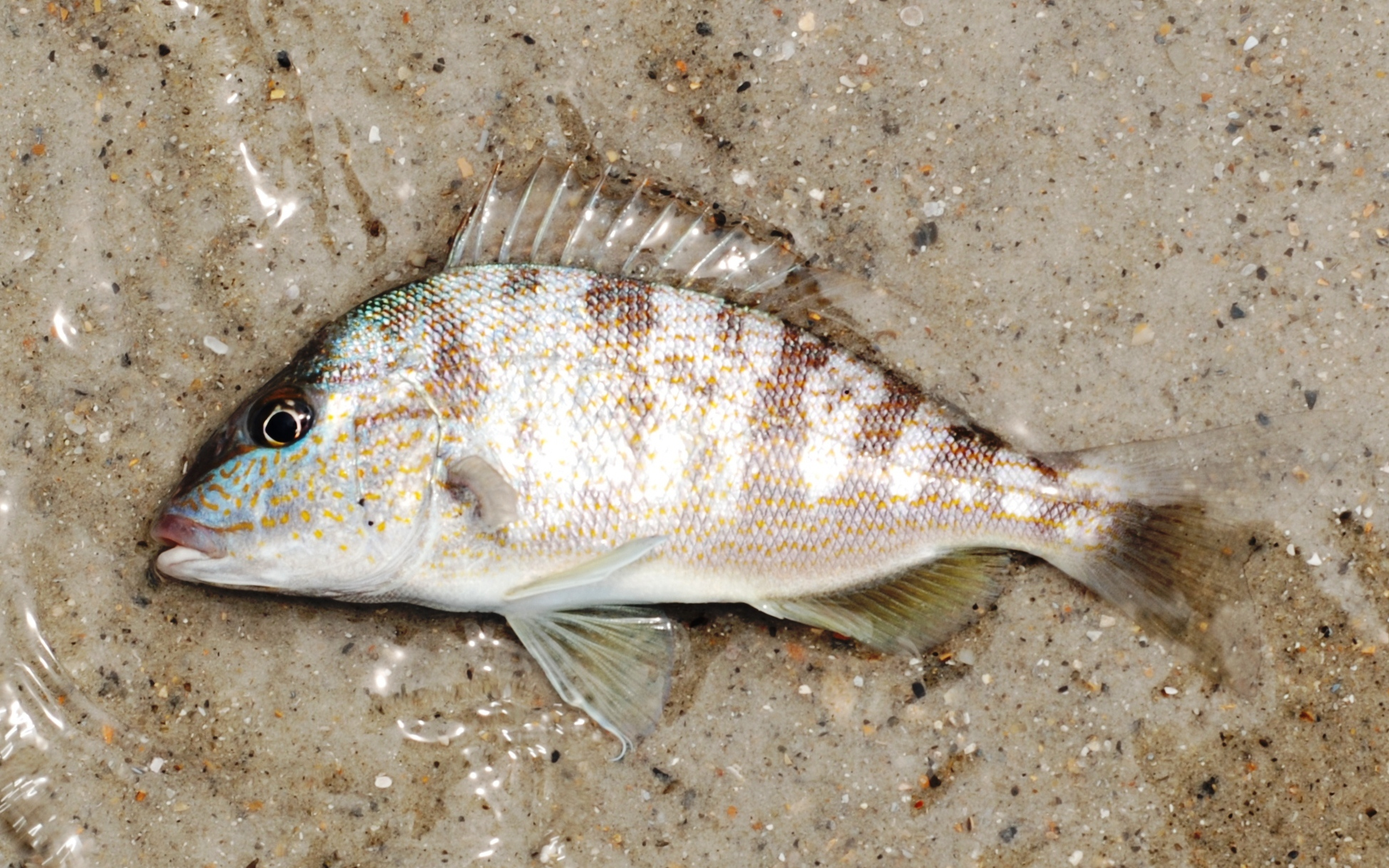

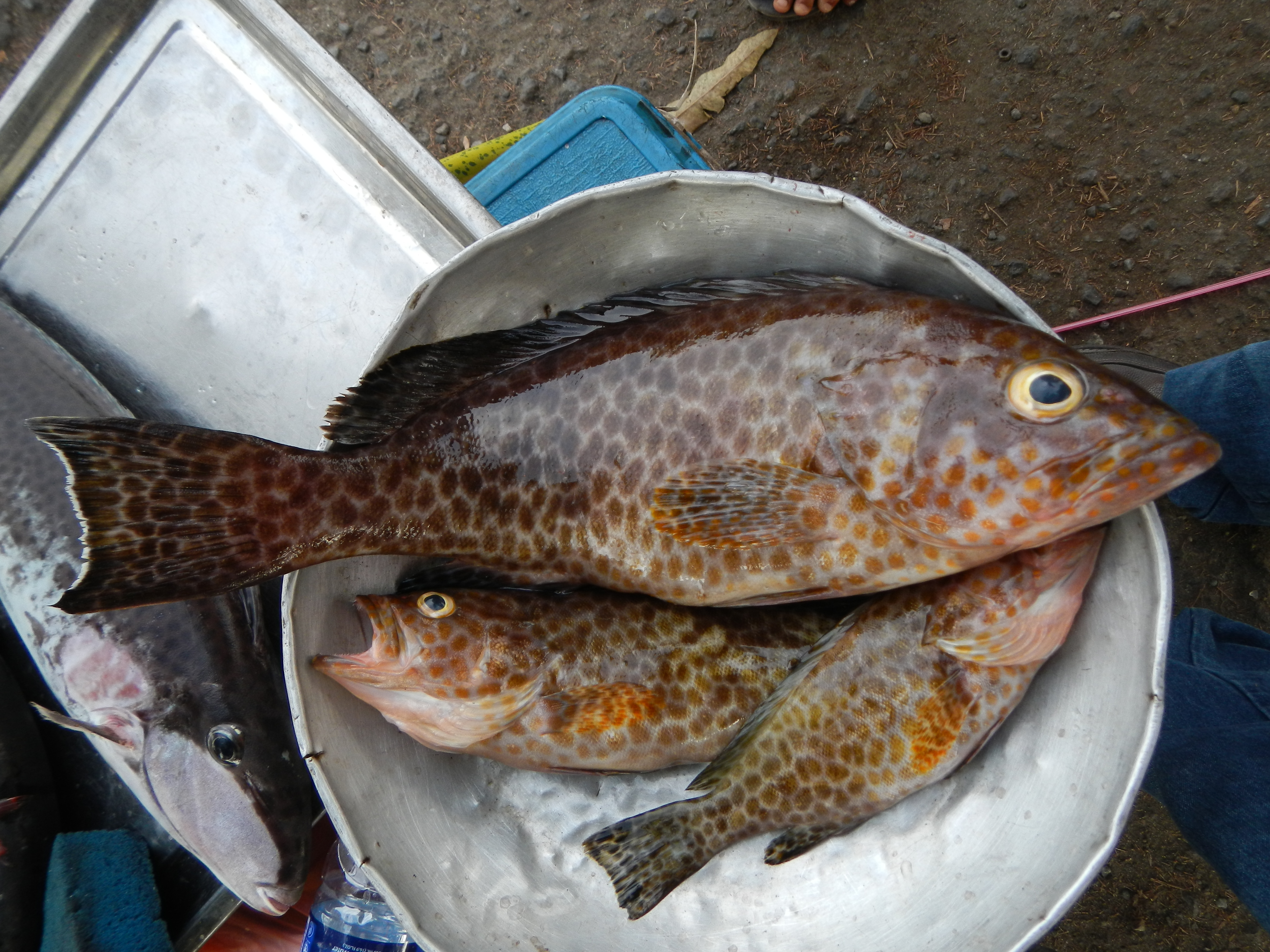

- Lớp † Pteraspidomorphi (cá giáp vây, loại cá không quai hàm tiền sử, từ kỷ Ordovic tới kỷ Devon)
- Lớp † Thelodonti (cá răng nhũ (núm vú), từ kỷ Ordovic tới kỷ Devon)
- Lớp † Anaspida (cá không giáp, từ kỷ Silur tới kỷ Devon)
- Lớp Petromyzontida hay Hyperoartia (cá mút đá)
  - Petromyzontidae (cá mút đá)
- Lớp Conodonta (động vật răng nón)
- Lớp Cephalaspidomorphi (cá giáp đầu, không quai hàm, tuyệt chủng nếu không gộp cả cá mút đá, khi đó từ kỷ Silur tới kỷ Devon)
  - (không phân hạng) Galeaspida
  - (không phân hạng) Pituriaspida
  - (không phân hạng) Osteostraci
- Phân thứ ngành Gnathostomata (động vật có quai hàm)
  - Lớp † Placodermi (cá da phiến, từ kỷ Silur tới kỷ Devon)
  - Lớp Chondrichthyes (cá sụn)
  - Lớp † Acanthodii (cá mập gai)
  - Siêu lớp Osteichthyes (cá xương)
    - Lớp Actinopterygii (cá vây tia)
      - Phân lớp Chondrostei: cá sụn hóa xương hay cá xương mềm vẩy cứng
        - Bộ Acipenseriformes (cá tầm và cá tầm mép thìa)
        - Bộ Polypteriformes ([cá nhiều vây).

      - Phân lớp Neopterygii: cá vây mới
        - Phân thứ lớp Holostei (cá toàn xương, gồm cá nhái và cá vây cung)
        - Phân thứ lớp Teleostei (cá xương thật sự, nhiều bộ cá thông thường)

    - Lớp Sarcopterygii (cá vây thùy)
      - Phân lớp Coelacanthimorpha (cá vây tay)
      - Phân lớp Dipnoi (cá phổi)

Một số nhà cổ sinh vật học tranh luận rằng do Conodonta là động vật có dây sống nên chúng là cá nguyên thủy. Để biết chi tiết hơn về xử lý của đơn vị phân loại này, xem bài động vật có dây sống.
Vị trí của cá mút đá myxin trong ngành Chordata vẫn chưa được giải quyết triệt để. Nghiên cứu phát sinh chủng loài năm 1998 và 1999 hỗ trợ ý tưởng cho rằng cá mút đá myxin và cá mút đá tạo thành một nhóm tự nhiên gọi là Cyclostomata (cá miệng tròn) và nó có quan hệ chị em với Gnathostomata.
Các nhóm cá khác nhau gộp lại chiếm trên một nửa tổng số loài động vật có xương sống. Con số loài đã biết ở thời điểm ngày 8-3-2011 là 31.900, chủ yếu là cá xương, với các loài cá sụn và cá mút đá chỉ chiếm gần 1.100 loài. Khoảng 1/3 số loài thuộc về 9 họ lớn nhất; theo trật tự từ nhiều nhất tới ít nhất là Cyprinidae, Gobiidae, Cichlidae, Characidae, Loricariidae, Balitoridae, Serranidae, Labridae và Scorpaenidae. Khoảng 64 họ là đơn loài, nghĩa là chỉ có một loài. Con số các loài còn sinh tồn theo ước tính có thể trên 32.500.

## Giải phẫu học

### Hệ tiêu hóa
Sự ra đời của các quai hàm cho phép cá ăn được nhiều chủng loại thức ăn hơn, bao gồm cây cỏ và các sinh vật khác. Cá ăn thức ăn bằng miệng và sau đó bị phân tách nhỏ một phần trong thực quản. Khi thức ăn vào tới dạ dày, nó bị phân tách tiếp, và ở nhiều loài cá, quá trình phân rã tiếp theo trong các túi giống ngón tay gọi là manh tràng môn vị. Manh tràng môn vị tiết ra các enzym tiêu hóa và hấp thụ các chất dinh dưỡng từ các thức ăn đã tiêu hóa. Các cơ quan như gan và tụy bổ sung các enzym và nhiều hóa chất tiêu hóa khác khi thức ăn chuyển động trong hệ tiêu hóa. Tại ruột thì quá trình tiêu hóa được hoàn thiện và các chất dinh dưỡng được hấp thụ hoàn toàn qua thành ruột cung cấp cho cơ thể, các chất cặn bã còn lại được thải ra ngoài qua lỗ hậu môn.

### Hệ hô hấp
Phần lớn các loài cá trao đổi các chất khí bằng mang, là bộ phận nằm ở các bên của hầu. Các mang được cấu thành từ các cấu trúc tương tự như sợi chỉ gọi là các thớ mảnh. Mỗi thớ mảnh chứa một hệ thống các mao mạch để có diện tích tiếp xúc bề mặt lớn cho việc trao đổi oxy và dioxide cacbon. Cá trao đổi khí bằng cách hút nước giàu oxy qua miệng và đẩy chúng qua các thớ mảnh của mang. Chúng sau đó đẩy nước nghèo oxy ra ngoài thông qua các lỗ hổng ở các bên của hầu. Một số loài cá, như cá mập và cá mút đá, có nhiều lỗ hổng của mang. Tuy nhiên, phần lớn các loài cá có một lỗ hổng của mang trên mỗi bên của cơ thể. Lỗ hổng này được che đậy bằng một lớp chất xương bảo vệ gọi là nắp mang.
Một số loài cá, như cá có phổi, đã phát triển cơ chế thích nghi để cho phép chúng có thể tồn tại trong các khu vực nghèo oxy hay những nơi mà nước thường xuyên bị khô cạn. Các loài cá này có các cơ quan đặc biệt có tác dụng như phổi. Chúng có một ống đưa không khí chứa oxy tới cơ quan này theo đường miệng cá. Một số loài cá có phổi là những loài phụ thuộc vào việc nhận oxy từ không khí và chúng sẽ chết ngạt nếu không được nhô đầu lên khỏi bề mặt nước.

### Hệ tuần hoàn
Cá có hệ tuần hoàn khép kín với tim làm nhiệm vụ bơm máu vào một vòng tuần hoàn đơn trong suốt cơ thể. Máu từ tim đi tới các mang, sau đó từ mang đi tới toàn bộ cơ thể, và sau đó quay ngược trở lại tim. Ở phần lớn các loài cá, tim bao gồm bốn phần: tĩnh mạch xoang, tâm nhĩ, tâm thất và động mạch bụng. Mặc dù có bốn phần nhưng tim cá vẫn chỉ là loại tim hai ngăn. Tĩnh mạch xoang là một cái túi có thành mỏng để thu thập máu từ các tĩnh mạch của cá trước khi cho nó chảy vào tâm nhĩ, là một ngăn lớn có cơ bắp. Giữa tâm nhĩ và tâm thất có các van có tác dụng cho máu chảy một chiều vào tâm thất. Tâm thất là ngăn có thành dày và có cơ bắp. Nó có tác dụng như một chiếc "máy bơm" thực thụ của tim. Nó bơm máu vào một ống to gọi là động mạch hình củ hành. Như một thiết bị ngoại vi, động mạch hình củ hành nối với mạch máu lớn gọi là động mạch chủ, từ đó máu chảy tới các mang cá.

### Hệ bài tiết
Giống như nhiều loại động vật thủy sinh, phần lớn các loài cá giải phóng các chất thải chứa nitơ dưới dạng amonia. Một lượng nhỏ chất thải khuếch tán qua mang vào trong môi trường nước xung quanh. Phần còn lại được đưa vào thận, cơ quan bài tiết lọc các chất thải từ máu. Thận giúp cá kiểm soát nồng độ amonia trong cơ thể chúng.
Cá nước mặn có xu hướng mất nước do hiện tượng thẩm thấu. Đối với cá nước mặn thì thận tích lũy các chất thải và trả lại càng nhiều nước càng tốt cho cơ thể. Điều ngược lại diễn ra đối với cá nước ngọt, chúng có xu hướng thu nước liên tục. Thận của cá nước ngọt là đặc biệt thích hợp để bơm một lượng lớn nước tiểu loãng ra ngoài. Một vài loài cá có thận thích nghi đặc biệt để thay đổi chức năng của nó, cho phép cá có thể di chuyển từ môi trường nước ngọt sang môi trường nước mặn.

### Hệ thần kinh
Cá có hệ thần kinh phát triển tốt thiết lập xung quanh đại não, và được chia thành các phần khác nhau. Ở phía trước của não bộ là các tổ chức khứu giác hình củ hành, hỗ trợ cá trong việc ngửi.
Không giống như phần lớn các động vật có xương sống khác, đại não của cá chủ yếu có tác dụng hỗ trợ khứu giác hơn là phản xạ cho toàn bộ các hành vi chủ động khác. Các thùy thị giác xử lý thông tin từ mắt. Đại não phối hợp các chuyển động của cơ thể trong khi phần cuối của não nối với tủy xương (tiểu não) kiểm soát chức năng của các nội tạng.
Phần lớn các loài cá phát triển khá tốt cơ quan khứu giác. Gần như toàn bộ các loài cá kiếm ăn ban ngày có các mắt phát triển tốt có cảm nhận màu sắc tốt ít ra cũng bằng con người. Nhiều loài cá còn có các tế bào đặc biệt gọi là các thụ quan có trách nhiệm đối với những giác quan bất thường về mùi vị. Mặc dù cá có các tai trên đầu, nhưng nhiều loại cá không cảm thụ âm thanh tốt. Tuy nhiên, phần lớn cá có các thụ quan nhạy cảm tạo thành hệ thống đường bên. Hệ thống này cho phép cá phát hiện được các dao động và chuyển động nhẹ của dòng nước, cũng như để cảm nhận chuyển động của các loại cá khác ở gần nó hay của con mồi. Một số loài cá như cá da trơn hay cá mập, có các cơ quan có thể phát hiện các dòng điện cực nhỏ. Một số loài cá khác như lươn điện hay cá đuối điện, có thể sản sinh ra điện của chính nó.

### Hệ giác quan
Cá có các giác quan cơ bản giống người như: thị giác, thính giác, xúc giác, khứu giác và vị giác.
Thị giác
Hầu hết cá có mắt ở hai bên đầu, nhờ thế mà cá nhìn được mọi phía, điều này rất cần thiết bởi vì cá không thể quay đầu về phía sau được. Phần lớn cá có thể nhìn tốt ở phía trước hoặc ở 2 bên, số ít hơn có khả năng nhìn màu. Đó là điều quan trọng khi chúng giao phối vì một số loài có thể thay đổi màu sắc khi giao phối.
Thính giác
Cá có tai nằm bên trong sọ. Giống như các động vật có xương sống khác, tai cá có chức năng như các cơ quan giữ thăng bằng cũng như để nghe. Âm thanh truyền rất tốt trong nước, và nhiều loại cá truyền âm thanh để thông tin cho nhau, có loài còn truyền cả sóng âm.
Xúc giác
Nhiều loài cá sống trong những nơi tối tăm, và xúc giác của chúng là cơ quan hỗ trợ thiết thực cho cơ quan thị giác. Một số xúc giác của cá là râu mọc xung quanh miệng (có chức năng như ngón tay). Với cơ quan này, nó có thể di chuyển dễ dàng dưới đáy biển hoặc sông.
Một cơ quan quan trọng hơn nữa là hệ thống đường bên. Cấu tạo của cơ quan này là một nhóm đầu dây thần kinh nằm ở dưới da bên hông của cá. Khi có bất kỳ chuyển động nào trong nước (luôn tạo ra sóng lan truyền theo mọi hướng), hệ thống đường bên sẽ nhận biết sóng này truyền qua hệ thần kinh và cá sẽ biết được đó là kẻ thù hoặc thức ăn gần bên.
Khứu giác
Tất cả loài cá đều có khứu giác tốt. Nhiều loài tận dụng điều này để săn mồi, một số khác để tự vệ. Nếu một con cá trong bầy bị thương vì kẻ thù thì tự nhiên nó sẽ tiết ra 1 chất đặc biệt trong da tan loãng vào nước. Khi các thành viên trong đàn ngửi thấy nó, chúng sẽ bơi nhanh hơn để an toàn.
Vị giác
Cơ quan vị giác của cá có quan hệ chặt chẽ với cơ quan khứu giác. Tuỳ vào loài cá mà có các vị trí vị giác khác nhau, nhưng đều phân bố ở bên trong hoặc xung quanh miệng.

### Hệ cơ
Phần lớn các loài cá chuyển động bằng cách co các cặp cơ ở hai bên xương sống một cách so le. Sự co cơ này tạo ra đường cong hình chữ S làm cơ thể cá chuyển động xuống dưới. Khi đường cong đạt tới vây cuối thì lực phản hồi được tạo ra. Lực phản hồi này, kết hợp với các vây, làm cá chuyển động về phía trước. Các vây của cá có tác dụng như là các thiết bị ổn định của máy bay. Các vây cũng làm tăng diện tích bề mặt của đuôi, cho phép cá có được gia tốc lớn hơn. Cơ thể thuôn của cá làm giảm ma sát khi cá chuyển động trong nước.
Do đa phần cơ thể có khối lượng riêng trung bình nặng hơn nước, cá phải có cơ chế bù lại sự sai biệt này nếu không chúng sẽ bị chìm do lực đẩy Ác-si-mét không đủ để cân bằng trọng lực. Nhiều loài cá xương có một cơ quan gọi là bong bóng để điều chỉnh sức nổi của chúng thông qua điều chỉnh áp suất khí trong bong bóng. Khi giảm áp suất khí trong bong bóng, bong bóng cá bị ép nhỏ lại, thể tích giảm và lực đẩy Ác-si-méc giảm, khiến cá chìm xuống. Khi tăng áp suất khiến bong bóng nở ra, thể tích tăng và lực đẩy Ác-si-mét tăng, khiến cá nổi lên.

### Sinh sản
Trứng cá được thụ tinh bên trong hoặc bên ngoài, phụ thuộc vào loài. 
- Cá đẻ trứng (Oviparous fish): đa số các loài cá đẻ trứng, phôi trong trứng phát triển và nở thành cá con (cá bột) bên ngoài cơ thể cá mẹ. Sự phát triển của cá đẻ trứng con có được là nhờ các chất dinh dưỡng có trong noãn hoàn của trứng. Ví dụ: cá xiêm, cá sặc,...
- Cá đẻ thai trứng (Ovoviviparous fish) sinh sản bằng hình thức noãn thai sinh. Các trứng được chứa bên trong bụng cá mẹ sau khi thụ tinh bên trong. Mỗi một phôi phát triển độc lập bên trong trứng của chính nó. Cá bột đẻ ra tương tự như phần lớn động vật có vú, bao gồm: cá bảy màu, cá mún, cá đuôi kiếm,...
- Cá đẻ con (Viviparous fish) cho phép các phôi ở trong bụng mẹ giống như cá đẻ trứng thai. Tuy nhiên, các phôi của cá đẻ con thu được các dưỡng chất cần thiết từ cá mẹ chứ không phải từ các chất có trong trứng. Cá non đẻ ra giống như ở động vật có vú. Một số loài cá, như một vài loài cá mập là những loài đẻ con.

## Một số loài cá lạ
Cá mèo đất: thuộc họ Phreatobius, cá mèo đất là động vật hiếm và khá bí ẩn. Chúng là loài cá duy nhất không sống dưới nước mà thường trườn trên các đống lá ẩm ướt dọc theo bờ suối. Da chúng có màu hồng, lầy nhầy. Vì cá mèo đất sống chủ yếu dưới lòng đất nên mắt chúng gần như mù.
Cá phổi: ngày nay, cá phổi không còn nhiều và tập trung chủ yếu tại châu Phi, Nam Mỹ và Australia. Khả năng lớn nhất của chúng chính là "sống dai". Cá phổi có thể sống sót qua các thời kỳ khô hạn, thiếu thức ăn trầm trọng bởi khả năng giấu mình dưới bùn, và chủ động rơi vào trạng thái "ngủ đông" trong suốt mùa khô hạn.